# 柳沢遺跡

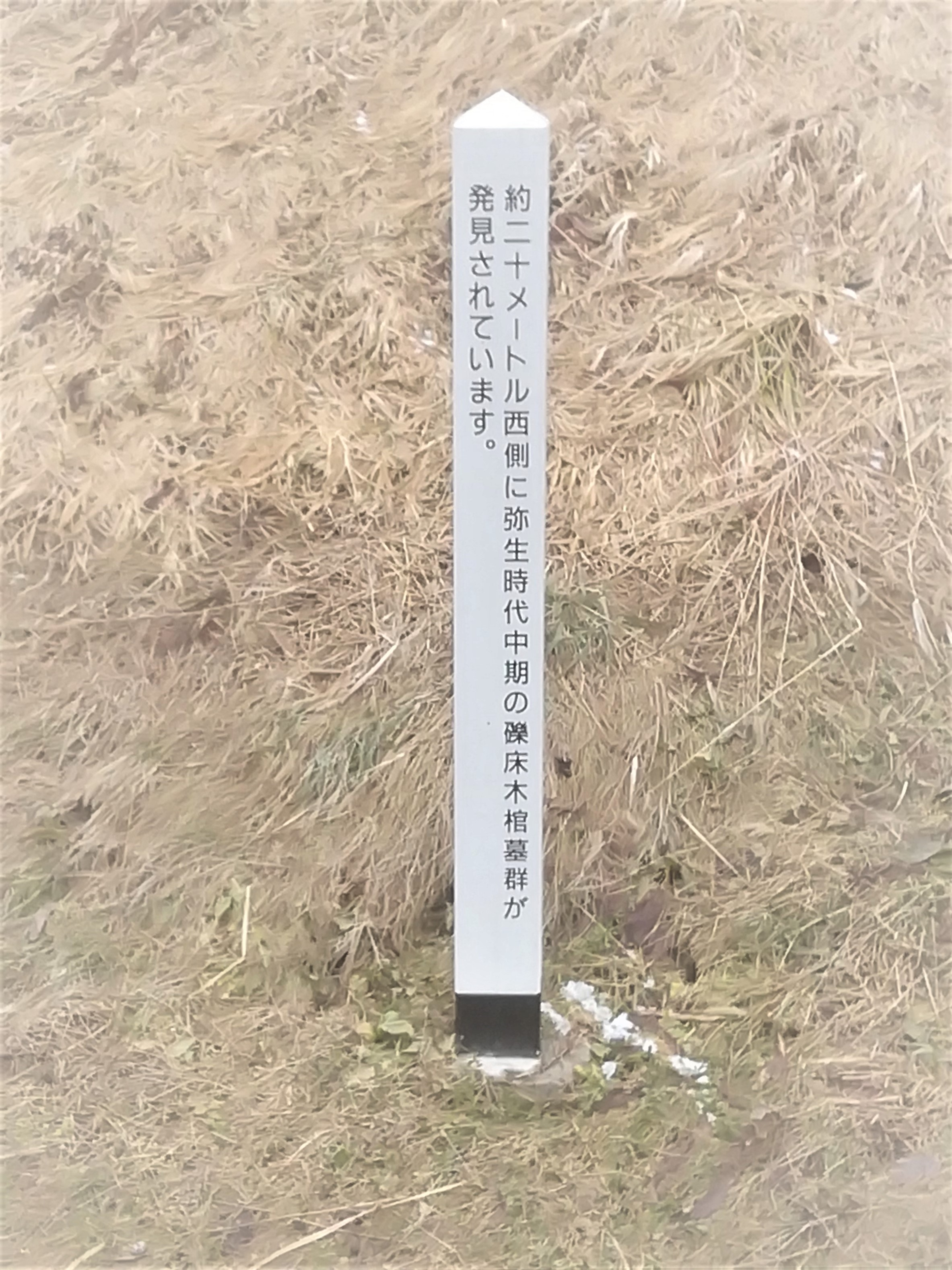
柳沢遺跡標柱（2020年2月18日）

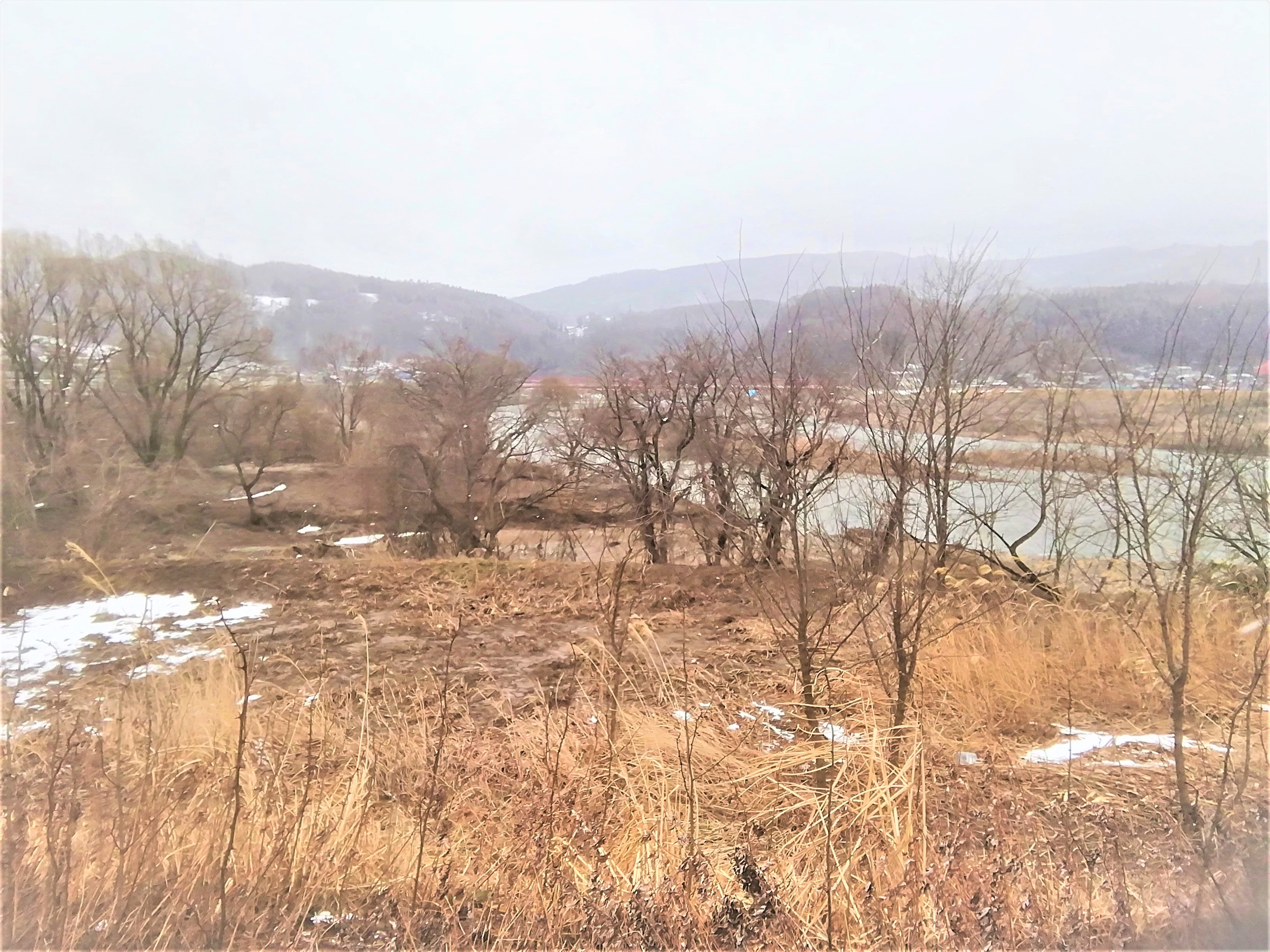
柳沢遺跡と千曲川への夜間瀬川交流地点（2020年2月18日）

柳沢遺跡（やなぎさわいせき）は、長野県中野市大字柳沢字屋敷添にある遺跡。東日本で初めて発見された、一括埋納の銅鐸・銅戈などの弥生時代遺物212点が、2014年（平成26年）8月21日に国の重要文化財に指定されている。

## 概要

2号銅鐸中野市立博物館蔵、神戸市立博物館企画展示時に撮影。

6号銅戈中野市立博物館蔵、神戸市立博物館企画展示時に撮影。

2007年（平成19年）10月、長野県埋蔵文化財センターが国土交通省千曲川河川事務所の計画した堤防整備工事に先立って実施した発掘調査で銅鐸を発見した。2006年（平成18年）から2008年（平成20年）にかけての発掘調査（築堤地点）で、縄文時代・弥生時代・平安時代の集落跡が見つかった。特に、弥生時代に埋納された銅鐸や銅戈が出土し、全国的に注目を集めた。同センターは2020年（令和2年）現在も発掘調査を継続している。

### 立地と遺跡範囲
千曲川の東岸、夜間瀬川との合流点の北側に広がる。範囲は南北800メートル、東西600メートルである。

### 文献に記された柳沢遺跡
『下高井郡誌』1922年（大正11年）刊、『下高井』（昭和28年）、『中野市誌』1981年（昭和56年）刊、『柳沢区誌』1992年（平成4年）刊などに出土遺物・古墳の記述がある。

### 柳沢遺跡の発掘調査
- 2006年（平成18年）- 2008年（平成20年）築堤地点：縄文時代〜近世の遺物・遺構を確認。青銅器埋納抗を発見。
- 2016年（平成28年）- 2017年（平成29年）築堤地点：縄文時代〜近世の遺物・遺構を確認[4]。

## 築堤地点の調査成果（弥生時代について）

### 主な遺構（弥生時代）
- 竪穴建物跡6棟（中期後半5、後期1）
- 礫床木棺墓群2箇所、土器棺墓1基。
- 青銅器埋納抗1基。埋納時期は栗林式および吉田式併行期に収まる。
- 長方形土坑（土器廃棄土坑）1基。
- 水田跡と溝跡。溝跡は水田用水であり、住居域との境。
- 土坑郡と溝跡。焼土跡2基。土器集中4か所。

### 主な遺物（弥生時代）
青銅器など弥生時代の遺物が重要文化財に指定された。
- 土器（栗林式・吉田式・箱清水式）：基本土層VI層が遺物包含層。
- 石器・石製品（管玉、勾玉）
- 青銅器（銅鐸5点、銅戈13点）

### 青銅器埋納抗と銅鐸・銅戈
- 柳沢遺跡の青銅器の製作場所[4]。

## 県道地点の調査成果（弥生時代について）
- 弥生水田用水路を覆う吉田式期と思われる洪水砂が検出され、水田が築堤地点の南側にも広がることが確認されている。
- 青銅器埋納抗の南側に栗林式期の竪穴建物跡と考えられる遺構が検出されている[4]。

## 文化財

### 重要文化財（国指定）
- 長野県柳沢遺跡出土品（考古資料） - 中野市立博物館保管。2014年（平成26年）8月21日指定[5]。